# Charles Barberet
Charles Barberet (né le 10 décembre 1805 à Collioure et décédé le 5 mars 1887 à Perpignan) est un historien, géographe, écrivain et enseignant français. 

## Biographie
De père Jean Louis Barberet (1780-1821, receveur de l'Enregistrement et des Domaines) et de mère Claire Rose Marie Berge. Il épouse à Moissac, le 23 aout 1841, Jeanne Louise Joséphine Amélie Duclos. Ils ont un fils, Léon Henri (1842-1895, magistrat), et une fille, Rose.
Il a laissé trois cahiers (plus de 900 pages) écrits de sa main, de 1820 à 1885, qui sont, en partie, le fruit de ses longues années de solitude. Il meublait ses soirées en écrivant. S’y trouvent mêlées quantités de pages de pure poésie, références à des textes d’Histoire ancienne et d’évènements plus récents, logogriphes, charades, énigmes (avec des allusions à y décoder), descriptions poétiques de lieux familiers (souvenirs ou évènements), des lettres et des textes concernant la famille.

## Études
Baccalauréat ès lettres (juin 1823), licence ès lettres (10 avril 1827), agrégation d'histoire (25 décembre 1835);

## Parcours Professionnel
- Maître d'études (1825) puis professeur suppléant (1833) d'histoire au collège Louis-le-Grand,
- Professeur suppléant (1834) puis chargé de cours (1837) d'histoire au collège Saint-Louis,
- Chargé de cours (1841) puis professeur (1844) d'histoire à Louis-le-Grand,
- Recteur de l'académie de l'Aude (1850), de l'Isère (1852), du Var (1853),
- Inspecteur d'académie à Montauban (1856) et à Perpignan (1857).

## Décoration
Chevalier de la Légion d'honneur, 13 aout 1862 (dossier LH//107/39)

## Publications (sélection)
(avril 2023).
- "Précis de géographie historique universelle" 1840 (avec Alfred Magin-Marrens[3]),
- "Abrégé de géographie moderne" 1845 (avec Alfred Magin-Marrens),
- "Cours d'histoire de France" 1842, "Questions d'histoire du Moyen Âge et moderne" 1848,
- "Réponses aux questions d'histoire" 1848 (avec Valentin Parisot),
- "Atlas élémentaire de géographie moderne" 1848,
- "Histoire du Moyen Âge et histoire de France" 1856,
- "Atlas général de géographie physique et politique, ancienne, du Moyen Âge et moderne" 1864,
- "Atlas classique de géographie physique et politique" 1864.